# オリヴィア・コールマン
オリヴィア・コールマン（Olivia Colman, 1974年1月30日 - ）は、イギリスの女優。ノリッジ出身。『ピープ・ショー ボクたち妄想族』、『ブロードチャーチ〜殺意の町〜』、『ナイト・マネジャー』への出演、『女王陛下のお気に入り』でのアカデミー主演女優賞受賞で知られている。

## 経歴
2011年、パディ・コンシダイン監督の『思秋期』にてピーター・ミュランと共演する。2012年、ロジャー・ミッシェル監督の『私が愛した大統領』に出演する。
2017年、イギリスのBBC OneとアメリカのAMCで共同制作されたミニシリーズ『ナイト・マネジャー』に出演し、ゴールデングローブ賞助演女優賞(シリーズ・ミニシリーズ・テレビ映画部門)を受賞、エミー賞助演女優賞(リミテッドシリーズ・テレビ映画部門)にノミネートされた。
2018年、ヨルゴス・ランティモス監督の『女王陛下のお気に入り』に主演し、ヴェネツィア国際映画祭 女優賞、ロサンゼルス映画批評家協会賞 主演女優賞、アカデミー主演女優賞を受賞した。

## フィルモグラフィ
※役名の太字表記は主演。

### 映画
| 年   | 題名 | 役名                          | 備考                     | 吹替                     |
| ---- | --- | ----------------------------- | ------------------------ | ------------------------ |
| 2006 | コンフェッティ 仰天!結婚コンテスト Confetti                                                             | ジョアンナ・ロバーツ          |                          | 渡辺美佐                 |
| 2007 | ホット・ファズ -俺たちスーパーポリスメン!- Hot Fuzz                                                     | ドリス・サッチャー警部補      | 不明                     |                          |
| 2011 | 思秋期 Tyrannosaur                                                                                      | ハンナ                        | 別題『ティラノサウルス』 | （吹き替え版なし）       |
| 2011 | 借りぐらしのアリエッティ The Borrower Arrietty                                                          | ホミリー                      | イギリス版吹き替え       | 大竹しのぶ（原語の声優） |
| 2011 | マーガレット・サッチャー 鉄の女の涙 The Iron Lady                                                       | キャロル・サッチャー          |                          | 勝生真沙子               |
| 2012 | 私が愛した大統領 Hyde Park on Hudson                                                                    | エリザベス王妃                | （吹き替え版なし）       |                          |
| 2013 | オン・ザ・ハイウェイ その夜、86分 Locke                                                                 | ベッサン・マグワイア          | 声の出演                 | 樋口あかり               |
| 2014 | カムバック! Cuban Fury                                                                                  | サム・ギャレット              |                          | 永木貴依子               |
| 2014 | きかんしゃトーマス 勇者とソドー島の怪物 Thomas & Friends: Tale of the Brave                             | マリオン                      | 声の出演                 | 森千晃                   |
| 2015 | ロブスター The Lobster                                                                                  | ホテルのマネージャー          |                          | 不明                     |
| 2015 | きかんしゃトーマス 探せ!!謎の海賊船と失われた宝物 Thomas & Friends: Sodor's Legend of the Lost Treasure | マリオン                      | 声の出演                 | 森千晃                   |
| 2017 | オリエント急行殺人事件 Murder on the Orient Express                                                     | ヒルデガルデ・シュミット      |                          | 米丸歩                   |
| 2018 | 女王陛下のお気に入り The Favourite                                                                      | アン女王                      | 永木貴依子               |                          |
| 2019 | 穢れと祈り Them That Follow                                                                             | ホープ・スローター            | 日本劇場未公開           | （吹き替え版なし）       |
| 2020 | ファーザー The Father                                                                                   | アン                          |                          | 松本梨香                 |
| 2021 | ミッチェル家とマシンの反乱 The Mitchells vs. the Machines                                               | パル                          | 声の出演                 | 山口協佳                 |
| 2021 | 帰らない日曜日 Mothering Sunday                                                                         | クレア・ニヴン                |                          | （吹き替え版なし）       |
| 2021 | ルイス・ウェイン 生涯愛した妻とネコ The Electrical Life of Louis Wain                                   | ナレーター                    | 声の出演                 | （吹き替え版なし）       |
| 2021 | ロスト・ドーター The Lost Daughter                                                                      | レダ・カルーソ                | 兼製作総指揮             | 山像かおり               |
| 2021 | ロン 僕のポンコツ・ボット Ron's Gone Wrong                                                              | ドンカ・プダウスキー          | 声の出演                 | 阿知波悟美               |
| 2022 | ジョイライド:幸せへの道 Joyride                                                                         | ジョイ                        | 日本劇場未公開           | （吹き替え版なし）       |
| 2022 | エンパイア・オブ・ライト Empire of Light                                                                | ヒラリー                      |                          | （吹き替え版なし）       |
| 2022 | スクルージ: クリスマス・キャロル Scrooge: A Christmas Carol                                             | 過去のクリスマスの霊          | 声の出演                 | 園崎未恵                 |
| 2022 | 長ぐつをはいたネコと9つの命 Puss in Boots: The Last Wish                                                | ママ・ベア                    | 声の出演                 | 魏涼子                   |
| 2023 | ウォンカとチョコレート工場のはじまり Wonka                                                              | ミセス・スクラビット          |                          | 松本梨香                 |
| 2023 | リトルハンプトンの怪文書 Wicked Little Letters                                                          | イーディス・スワン            | 兼製作                   | （吹き替え版なし）       |
| 2024 | パディントン 消えた黄金郷の秘密 Paddington in Peru                                                      | クラリッサ / 老グマホーム院長 |                          | 吉田羊                   |
| 2025 | Jimpa                                                                                                   | Hannah                        |                          |                          |
| 2025 | ローズ家〜崖っぷちの夫婦〜 The Roses                                                                    | アイヴィ・ローズ              | ポストプロダクション     |                          |

### テレビ
| 年        | 題名                                                               | 役名                     | 備考                                                  | 吹替                                  |
| --------- | ------------------------------------------------------------------ | ------------------------ | ----------------------------------------------------- | ------------------------------------- |
| 2002      | The Office                                                         | ヘレナ                   | シーズン2 第12話「Interview」                         | （吹き替え版なし）                    |
| 2003-2015 | ピープ・ショー ボクたち妄想族 Peep Show                            | ソフィー・チャップマン   | 33エピソード                                          | （吹き替え版なし）                    |
| 2005      | アッシュ&スクリブス～ロンドン邸宅街の殺人～ Murder in Suburbia     | エリー                   | シーズン2 第12話「Golden Oldies」                     | （吹き替え版なし）                    |
| 2005      | シェイクスピア21 ShakespeaRe-Told                                  | ウルスラ                 | オムニバス作品、「から騒ぎ」のみ出演                  | （吹き替え版なし）                    |
| 2006-2008 | おーい、ミッチェル! はーい、ウェッブ!! That Mitchell and Webb Look | ジュリア、他多数         | 13エピソード                                          | （吹き替え版なし）                    |
| 2008-2009 | セレブになりたくて ～サイモンの青春日記～ Beautiful People         | デビー・ドゥーナン       | 12エピソード                                          | （吹き替え版なし）                    |
| 2009      | スキンズ Skins                                                     | ジーナ・キャンベル       | シーズン3 第6話「Naomi」                              | （吹き替え版なし）                    |
| 2009      | バーナビー警部 Midsomer Murders                                    | ベルニス                 | シーズン12 第5話「模型村の秘め事」                    | （吹き替え版なし）                    |
| 2010      | ドクター・フー Doctor Who                                          | 母親                     | シーズン5 第1話「11番目の時間」                       | （吹き替え版なし）                    |
| 2011      | エグザイル 戦慄の絆 EXILE                                          | ナンシー                 | メインキャスト                                        | 冠野智美                              |
| 2013-2017 | ブロードチャーチ〜殺意の町〜 Broadchurch                           | エリー・ミラー           | 24エピソード                                          | 土井美加（wowow版） 名越志保（DVD版） |
| 2014-2018 | きかんしゃトーマス Thomas & Friends                                | マリオン                 | 声の出演                                              | 森千晃                                |
| 2016      | ナイト・マネジャー The Night Manager                               | アンジェラ・バー         | 6エピソード                                           | 高尾まみ                              |
| 2016      | きょうはみんなでクマがりだ We're Going on a Bear Hunt              | ママ                     | 声の出演                                              |                                       |
| 2016-2019 | Fleabag フリーバッグ Fleabag                                       | ゴッドマザー             | Amazonプライム・ビデオオリジナル作品                  | 高島雅羅                              |
| 2018      | ウォーターシップ・ダウンのウサギたち Watership Down                | ストロベリ               | Netflixオリジナル作品、声の出演                       | 村田遥                                |
| 2018-2019 | レ・ミゼラブル Felix Tholomyès                                     | テナルディエ夫人         | ミニシリーズ                                          | 林真里花                              |
| 2019-2020 | ザ・クラウン The Crown                                             | エリザベス2世            | Netflixオリジナル作品、20エピソード                   | 山像かおり                            |
| 2020      | Becoming You 〜誕生からの2,000日〜 Becoming You                    | ナレーター               | Apple TV+オリジナル作品、ドキュメンタリー             | （吹き替え版なし）                    |
| 2021      | ランドスケーパーズ 秘密の庭 Landscapers                            | スーザン・エドワーズ     | 4エピソード、兼製作総指揮                             | 竹村叔子                              |
| 2022      | ザ・シンプソンズ The Simpsons                                      | リリー                   | 声の出演、シーズン22 第5話「ホーマーの7年目の浮気？」 | （吹き替え版なし）                    |
| 2022-     | HEARTSTOPPER ハートストッパー Heartstopper                         | サラ・ネルソン           | 6エピソード                                           | 近内仁子                              |
| 2023      | Great Expectations                                                 | ミス・ハヴィシャム       | ミニシリーズ                                          | N/A                                   |
| 2023      | シークレット・インベージョン Secret Invasion                       | ソーニャ・ファルズワース | Disney+オリジナル作品、5エピソード                    | 進藤尚美                              |
| 2023-2024 | 一流シェフのファミリーレストラン The Bear                          | シェフ・テリー           | ゲスト                                                | （吹き替え版なし）                    |

## 受賞
- 2011年 
  - 第14回英国インディペンデント映画賞主演女優賞 『思秋期』[10]

- 2012年
  - 第32回ロンドン映画批評家協会賞英国女優賞 『マーガレット・サッチャー 鉄の女の涙』『思秋期』[11]
  - 第17回エンパイア賞主演女優賞 『思秋期』[12]
  - 第15回英国インディペンデント映画賞助演女優賞 『私が愛した大統領』[13]

- 2016年
  - 第68回エミー賞助演女優賞(リミテッドシリーズ・テレビ映画部門)ノミネート 『ナイト・マネジャー』[14]
  - 第74回ゴールデングローブ賞助演女優賞(シリーズ・ミニシリーズ・テレビ映画部門) 『ナイト・マネジャー』[15]

- 2018年
  - 第75回ヴェネツィア国際映画祭 女優賞 『女王陛下のお気に入り』
  - 第44回ロサンゼルス映画批評家協会賞 主演女優賞 『女王陛下のお気に入り』
  - 第76回ゴールデングローブ賞 主演女優賞 (ミュージカル・コメディ部門) 『女王陛下のお気に入り』
  - 第72回英国アカデミー賞 英国アカデミー賞 主演女優賞　『女王陛下のお気に入り』
  - 第91回アカデミー賞アカデミー主演女優賞 『女王陛下のお気に入り』